# Chlorochroa sayi
Chlorochroa sayi är en insektsart som beskrevs av Carl Stål 1872. Chlorochroa sayi ingår i släktet Chlorochroa och familjen bärfisar. Inga underarter finns listade i Catalogue of Life.